# چلیک (گول‌باشی)
چلیک (به ترکی استانبولی: Çelik) یک منطقهٔ مسکونی در ترکیه است که در گول‌باشی واقع شده‌است.